# Hadrodactylus slavonicus
Hadrodactylus slavonicus är en stekelart som beskrevs av Kiss 1924. Hadrodactylus slavonicus ingår i släktet Hadrodactylus och familjen brokparasitsteklar. Inga underarter finns listade i Catalogue of Life.